# فهرست نمایندگان دوره نوزدهم مجلس شورای ملی
آنچه در پی می‌آید فهرست نمایندگان دورهٔ نوزدهم مجلس شورای ملی ایران است که از ۱۰ خرداد ۱۳۳۵ تا ۲۹ خرداد ۱۳۳۹ دایر بود.
| شمارهٔ ردیف | حوزهٔ انتخابیه                        | نماینده                    |
| ---------- | ------------------------------------ | -------------------------- |
| ۱          | آباده                                | محمدرضا امیدسالار          |
| ۲          | اراک                                 | حسن سراج حجازی             |
| ۳          | اراک                                 | فیروز فروهر                |
| ۴          | اردبیل                               | فضل علی هدی                |
| ۵          | ارسباران – اهر                       | سعید حکمت                  |
| ۶          | اصفهان                               | باقر برومند                |
| ۷          | اصفهان                               | حسام‌الدین دولت‌آبادی        |
| ۸          | اصفهان                               | عبدالحسین مشیر فاطمی       |
| ۹          | اقلیت‌ها (ارامنه جنوب)                | فلیکس آقایان               |
| ۱۰         | اقلیت‌ها (ارامنه مرکزی و شمال)        | سواک ساگینیان              |
| ۱۱         | اقلیت‌ها (زرتشتی)                     | رستم گیو                   |
| ۱۲         | اقلیت‌ها (کلیمیان)                    | مراد اریه                  |
| ۱۳         | ایرانشهر – فهرج – بلوچستان           | روح‌الله کیکاوسی            |
| ۱۴         | بابل – بارفروش                       | ارسلان خلعتبری             |
| ۱۵         | بابل – بارفروش                       | ابوالحسن عمیدی نوری        |
| ۱۶         | بابل – بارفروش                       | حمید مجید آهی              |
| ۱۷         | بجنورد                               | یارمحمد شادلو (ایلخانی)    |
| ۱۸         | بروجرد                               | غلامحسین فخر طباطبائی      |
| ۱۹         | بروجرد                               | احمد مهران                 |
| ۲۰         | بم                                   | زین‌العابدین سالار بهزادی   |
| ۲۱         | بندر پهلوی                           | غلامحسین ابتهاج            |
| ۲۲         | بندر عباس                            | مهدی ارباب                 |
| ۲۳         | بوشهر                                | محمدباقر بوشهری            |
| ۲۴         | بوشهر                                | عبدالله دشتی               |
| ۲۵         | بهبهان و کهگیلویه                    | سلطان محمد سلطانی          |
| ۲۶         | بیجار و گروس                         | عبدالحسین اورنگ (شیخ‌الملک) |
| ۲۷         | بیرجند – قائنات                      | امیرحسین خزیمه علم         |
| ۲۸         | تبریز                                | بیوک اردبیلی               |
| ۲۹         | تبریز                                | امیر نصرت‌الله اسکندری      |
| ۳۰         | تبریز                                | محمد شفیع امین             |
| ۳۱         | تبریز                                | احمد بهادری                |
| ۳۲         | تبریز                                | موسی ثقةالاسلامی           |
| ۳۳         | تبریز                                | محمد دیهیم                 |
| ۳۴         | تبریز                                | سید احمد امامی             |
| ۳۵         | تبریز                                | علی‌اکبر بینا               |
| ۳۶         | تبریز                                | غلامرضا عدل                |
| ۳۷         | تربت حیدریه                          | عمادالدین تربتی            |
| ۳۸         | تهران                                | فتح‌الله فرود               |
| ۳۹         | تهران                                | محمد شاهکار                |
| ۴۰         | تهران                                | محمدعلی هدایتی             |
| ۴۱         | تهران                                | حسن کورس                   |
| ۴۲         | تهران                                | احمد اخوان                 |
| ۴۳         | تهران                                | سید جعفر بهبهانی           |
| ۴۴         | تهران                                | محمدرضا خرازی              |
| ۴۵         | تهران                                | عباس مؤدب نفیسی            |
| ۴۶         | تهران                                | حسن افشار                  |
| ۴۷         | تهران                                | موسی عمید                  |
| ۴۸         | تهران                                | محسن فروغی                 |
| ۴۹         | تهران                                | غلامحسین جهانشاهی          |
| ۵۰         | جهرم                                 | غلامحسین صارمی             |
| ۵۱         | جیرفت                                | سید جلال‌الدین شادمان       |
| ۵۲         | خرم‌آباد – لرستان                     | علی‌محمد غضنفری             |
| ۵۳         | خرم‌آباد – لرستان                     | امیرحسین فولادوند          |
| ۵۴         | خرمشهر                               | عبدالحسین راجی             |
| ۵۵         | خلخال                                | حبیب پناهی                 |
| ۵۶         | خوی – ماکو – سلماس                   | نورالدین امامی             |
| ۵۷         | خوی – ماکو – سلماس                   | شجاع بیات ماکو             |
| ۵۸         | درگز                                 | محمدحسین اسدی              |
| ۵۹         | دزفول                                | محمدصادق بوشهری            |
| ۶۰         | دشت گرگان – یموت – گنبد کاووس        | عبدالله توماج              |
| ۶۱         | بنی طرف – دشت میشان – سوسنگرد        | سید اسدالله موسوی          |
| ۶۲         | دماوند                               | محمدعلی مسعودی             |
| ۶۳         | رشت                                  | محسن اکبر                  |
| ۶۴         | رشت                                  | کاظم جفرودی                |
| ۶۵         | رضائیه (ارومیه)                      | فریدون افشار               |
| ۶۶         | رفسنجان                              | مهدی معین‌زاده باقری        |
| ۶۷         | زابل – سیستان                        | ابراهیم پردلی              |
| ۶۸         | زنجان                                | احمد افخمی                 |
| ۶۹         | زنجان                                | محمود ذوالفقاری            |
| ۷۰         | زنجان                                | سعید هدایت                 |
| ۷۱         | ساری – تنکابن                        | مصطفی تجدد                 |
| ۷۲         | ساری – تنکابن                        | محمد فضائلی                |
| ۷۳         | ساوه – زرند                          | ناصر بهبودی                |
| ۷۴         | سبزوار                               | علی بزرگ‌نیا                |
| ۷۵         | سبزوار                               | قاسم رضائی                 |
| ۷۶         | سراب – گرمرود – میانه                | اسفندیار طباطبائی دیبا     |
| ۷۷         | سقز و بانه                           | محمد عباسی دهبکری          |
| ۷۸         | سمنان – دامغان                       | عنایت‌الله نصیری            |
| ۷۹         | سنندج                                | امان‌الله‌خان اردلان         |
| ۸۰         | سنندج                                | محمدهاشم وکیل              |
| ۸۱         | سنندج                                | عبدالحمید سنندجی           |
| ۸۲         | سیرجان                               | محسن مرآت اسفندیاری        |
| ۸۳         | شاهرود                               | علی امیرحکمت               |
| ۸۴         | شوشتر                                | عبدالحمید بختیار           |
| ۸۵         | شهر ری                               | مهدی مشایخی                |
| ۸۶         | شهرضا – قمشه                         | سلطان مراد بختیار          |
| ۸۷         | شهرکرد – بختیاری                     | رستم امیر بختیار           |
| ۸۸         | شهریار – ساوجبلاغ – کردان            | عبدالعلی دهستانی           |
| ۸۹         | شیراز – فارس                         | محمدحسین استخر             |
| ۹۰         | شیراز – فارس                         | رضا حکمت (سردار فاخر)      |
| ۹۱         | شیراز – فارس                         | محمدعلی دهقان              |
| ۹۲         | شیراز – فارس                         | مهدی صدرزاده               |
| ۹۳         | شیراز – فارس                         | علی قوام                   |
| ۹۴         | طوالش – گرگانرود                     | هلاکو رامبد                |
| ۹۵         | فردوس و طبس                          | محمدعلی اقبال              |
| ۹۶         | فسا                                  | مرتضی حکمت                 |
| ۹۷         | فسا                                  | عباسقلی عرب شیبانی         |
| ۹۸         | فومن                                 | محمود محمودی               |
| ۹۹         | فیروزآباد – ایلات خمسه فارس          | الیاس کشکولی               |
| ۱۰۰        | قزوین                                | جمشید اعلم                 |
| ۱۰۱        | قزوین                                | پرویز یارافشار             |
| ۱۰۲        | قم                                   | سید احمد طباطبائی قمی      |
| ۱۰۳        | قوچان                                | سعید مهدوی                 |
| ۱۰۴        | کاشان – نطنز                         | محمدکاظم صالح شیبانی       |
| ۱۰۵        | کاشان – نطنز                         | مهدی شیبانی                |
| ۱۰۶        | کاشمر                                | منوچهر تیمورتاش            |
| ۱۰۷        | کرمان                                | مجید ابراهیمی              |
| ۱۰۸        | کرمان                                | امان‌الله عامری             |
| ۱۰۹        | کرمانشاه                             | عزیز اعظم زنگنه            |
| ۱۱۰        | کرمانشاه                             | ابوالفتح دولتشاهی          |
| ۱۱۱        | کرمانشاه                             | محمدعلی علامه وحیدی        |
| ۱۱۱        | کرمانشاه                             | خسرو قبادیان               |
| ۱۱۲        | گرگان                                | رحیم دادگر                 |
| ۱۱۳        | گلپایگان – خوانسار                   | کیقباد ظفر                 |
| ۱۱۴        | لار                                  | –                          |
| ۱۱۵        | لنگرود – لاهیجان                     | محمدعلی صفاری              |
| ۱۱۶        | محلات – کمره – خمین                  | عباس حشمتی                 |
| ۱۱۷        | مراغه                                | امیراصلان افشار            |
| ۱۱۸        | مراغه                                | حبیب دادفر                 |
| ۱۱۹        | مشکین شهر – خیاو                     | ابوالحسن حکیمی             |
| ۱۲۰        | مشهد (خراسان)                        | محمود ضیائی                |
| ۱۲۱        | مشهد (خراسان)                        | علی قرشی                   |
| ۱۲۲        | مشهد (خراسان)                        | رضا کدیور                  |
| ۱۲۳        | مشهد (خراسان)                        | عیسی مشار (قائم‌مقامی)      |
| ۱۲۴        | ملایر – نهاوند – تویسرکان – دولت‌آباد | غلامحسین بوربور            |
| ۱۲۵        | ملایر – نهاوند – تویسرکان – دولت‌آباد | علی‌اکبر جلیلوند رضائی      |
| ۱۲۶        | مهاباد – ساوجبلاغ – مکری             | بزرگ امیرابراهیمی          |
| ۱۲۷        | نائین                                | حسین پیرنیا                |
| ۱۲۸        | نجف آباد                             | عیسی‌قلی امیر نیرومند       |
| ۱۲۹        | نیشابور                              | عبدالله سعیدی (سیاستمدار)  |
| ۱۳۰        | خوار ورامین – ایوانکی ورامین         | سید شمس‌الدین قنات‌آبادی     |
| ۱۳۱        | همدان                                | اسکندر فیروز               |
| ۱۳۲        | همدان                                | منوچهر قراگوزلو            |
| ۱۳۳        | یزد                                  | محمود جلیلی                |
| ۱۳۴        | یزد                                  | رضا صراف‌زاده               |
| ۱۳۵        | یزد                                  | ضیاء طاهری                 |